# Булавобрюх Болтона
Булавобрюх Болтона, или кордулегастер кольчатый  (Cordulegaster boltonii) — вид стрекоз семейства Cordulegastridae.

## Описание
Длина тела достигает 90 мм. Стрекоза имеет чёрную окраску с ярко-жёлтыми поперечными и косыми полосами в области брюшка и груди. Размах крыльев составляет от 95 до 105 мм. Крылья прозрачные, на них расположены характерные чёрные прожилки.

## Распространение
Вид распространён практически по всей Европе, кроме северных и западных районов, в Северной Африке и Передней Азии. Он населяет смешанные леса и лесостепи, опушки и поляны равнинных и горных лесов, пойменные луга и кустарники вдоль рек и озёр. Личинки живут в проточных водоёмах.

## Размножение
Самка откладывает яйца в водоём с воздуха во время полёта. Кордулегастер кольчатый — хищник, охотится на мелких летающих насекомых, преимущественно в затенённых местах. Личинки питаются водными насекомыми.